# 日韓問題

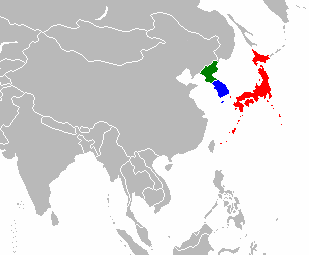
紅色是JPN；
藍色是KOR；
綠色是PRK

日韓問題指日本和朝鮮半島（大韓民國與朝鮮民主主義人民共和國）之間的問題。大和民族和朝鮮民族有深厚且複雜的文化交流、商貿往來、戰爭歷史，形成現今它們間的特殊關係。因為地理位置鄰近，朝鮮民族在古代常會移民至日本 ，思想文化交流很風行。
問題分為五方面：
- 朝鮮日治時期
- 靖國神社
- 慰安婦
- 歷史教科書
- 獨島等島嶼主權